# سابلیمیتی (اورگن)
سابلیمیتی (به انگلیسی: Sublimity) شهری در شهرستان ماریون ایالت اورگن است و در سرشماری سال ۲۰۱۱ میلادی، ۲٬۶۸۱ نفر جمعیت داشته که نسبت به سال ۲۰۱۰، −۰٫۰۴ درصد رشد جمعیت داشته‌است.

## موقعیت جغرافیایی
موقعیت جغرافیایی شهرها و مناطق اطراف به شرح زیر است: